# Psoralidium
Genre
Psoralidium est un genre de plantes à fleurs dicotylédones de la famille des Fabaceae, sous-famille des Faboideae, originaire d'Amérique du Nord, qui comprend deux espèces acceptées.

## Liste d'espèces
Selon The Plant List (9 novembre 2018) :
- Psoralidium collinum (Rydb.) Rydb.
- Psoralidium junceum (Eastw.) Rydb.